# Seiya Nakano
Seiya Nakano (中野 誠也 Nakano Seiya?, nacido el 23 de julio de 1995 en Shizuoka) es un futbolista japonés que se desempeña como delantero.

## Trayectoria

### Clubes
| Club                     | País  | Año         |
| ------------------------ | ----- | ----------- |
| Júbilo Iwata             | Japón | 2018 -      |
| Fagiano Okayama (cedido) | Japón | 2019 - 2020 |

## Estadística de carrera

### J. League
| Club         | Año   | J. League | J. League | Copa J. League | Copa J. League | Total | Total |
| Club         | Año   | Part.     | Goles     | Part.          | Goles          | Part. | Goles |
| ------------ | ----- | --------- | --------- | -------------- | -------------- | ----- | ----- |
| Júbilo Iwata | 2018  | 9         | 1         | 7              | 3              | 16    | 4     |
| Total        | Total | 9         | 1         | 7              | 3              | 16    | 4     |